# Lee Mack
Lee Mack (Lee Gordon McKillop, ur. 1968 w Southport) – angielski komik, aktor i scenarzysta.
W latach 2001–2004 występował w programie The Sketch Show, a od 2006 gra w sitcomie Nigdzie się nie wybieram (Not Going Out), którego jest producentem i  scenarzystą. Od 2007 roku występuje także w programie Would I Lie to You?.
Dwukrotnie nominowany był do nagrody British Comedy Awards – w 2001 roku za najlepszy debiut w komedii (za The Sketch Show) oraz w 2007 roku dla najlepszego telewizyjnego aktora komediowego (za Nigdzie się nie wybieram).